# Transducine
La transducine est la protéine G (aussi appelée protéine Gta) qui est activée par la rhodopsine lorsque cette dernière a été excitée par la lumière (par modification de la conformation de la molécule de cis-rétinal de la rhodopsine vers l'isomère trans).
Une fois que la transducine est activée, elle stimule à son tour la phosphodiestérase (PDE) qui commence à hydrolyser la GMP cyclique (cGMP).

## Anatomie de la détection des photons par les cellules rétiniennes de type bâtonnet

### Morphologie des bâtonnets rétiniens
Les cellules de la rétine chez les vertébrés servent à détecter la lumière (photons). Elles possèdent une structure anatomique hautement spécialisée pour la signalisation cellulaire. Le segment extérieur (outer) consiste en un amas de membranes intérieures (disques) où sont captés les photons provenant de la lumière incidente. Le segment intérieur (inner) entretient les fonctions cellulaires responsables de la transduction du signal.

### Constituants de la machinerie de transduction
La machinerie de transduction du signal inclut les protéines suivantes : rhodopsine (GPCR), transducine (protéine-G), guanylate cyclase (activée par les ions calcium), un système de transport des ions sodium - cGMP dépendant (CNG - Cyclic Nucleotide Gated) qui consiste en un canal Na+, un échangeur Na+/Ca2+ et en une pompe Na+.

### État constitutif
À l'état de repos, c'est-à-dire en absence de stimulation lumineuse, la membrane cellulaire polarisée sécrète constitutivement du glutamate.

## Détection de photons par les cellules de type bâtonnet: Activation de la signalisation
En premier lieu, le récepteur rhodopsine interagit avec un photon incident, capté par les disques empilés servant de surface de contact augmentée. Le complexe protéine-G/GDP sous forme d'hétérotrimère (αβγ) constitutivement inactif verra son GDP échangé pour un GTP (la molécule de GDP/GTP est porté par la sous-unité α) sous l'action GEF du récepteur rhodopsine photoexcité. Cette activation du complexe protéine-G trimérique a pour conséquence la libération de la protéine-G du récepteur et le déplacement des sous-unités β et γ. Dans cette forme activée, le complexe sous-unité α/GTP compétitionne pour les sous-unités γ de l'enzyme cGMP-PDE (αβγ2), formant ainsi un nouveau complexe protéique. Les sous-unités αβ de l'enzyme ainsi activées vont faire décroître la concentration en cGMP cytoplasmique, provoquant ainsi la fermeture des canaux cationiques spécifiques cGMP-dépendants. L'hyperpolarisation de la cellule rétinienne est créée le long de la membrane et inhibe le transmetteur glutamate à l'autre bout de la cellule; le glutamate est séquestré dans des vésicules à l'intérieur de la cellule en raison des répulsions électrostatiques entre ces vésicules et la membrane.

## Détection de photons par les cellules de type bâtonnet: Régulation
La détection des photos par les cellules de type bâtonnets dans la rétine est assurée pour le chromophore, le 11-cis-rétinal, contenu à l'intérieur des protéines rhodopsines. Cette molécule est extrêmement stable sous forme cis, et seul son excitation par un photon peut provoquer son isomérisation vers la forme trans de manière significative. Les disques contiennent des concentrations élevées en rhopsodine et donc en 11-cis-rétinal. Leur empilement permet l'augmentation de la surface de contact et, de ce fait, la maximisation du transport du signal lors d'une stimulation photonique. Le changement de conformation relative cis vers trans provoque un changement conformationnel important au sein de la molécule de rétinal; la rhopsodine est alors convertie en métarhodopsine II. Une transduction du signal s'ensuit : la forme activée de la rhodopsine est en mesure d'activer des milliers de protéines-G, qui vont à leur tour activer autant d'enzymes PDE, qui vont ultimement modifier plus de 50 000 molécules de cGMP and GMP, fermant ainsi une centaine de canaux ioniques, chacun transportant plus de 10 000 ions.
On estime la durée de ce signal à deux secondes. Ensuite, les cellules retournent vers leur état de repos.
La phosphorylation de la métarhodopsine II par une rhodopsine kinase permet la liaison d'une protéine inhibitrice, nommée arrestine. Simultanément, une protéine régulatrice de signalisation de protéine-G (RGS) interagit avec Gtα et augmente son activité GTPase. L'hydrolyse du GTP en GDP + Pi libère les sous-unités γ attachées au complexe Gtα-GDP, permettant ainsi la reconstitution de l'holoenzyme cGMP-PDE (αβγ2) et de l'hétéroenzyme Gtαβγ-GDP.
Le changement de concentration en ions calcium intracellulaire a pour conséquence la stimulation de l'enzyme guanylate cyclase qui va synthétiser le cGMP afin de restaurer le potentiel membranaire de base. Ceci a pour conséquence le rétablissement de la sécrétion de glutamate. De plus, l'isomère trans-rétinal est éliminé du récepteur rhodopsine et le cis-rétinal est reconstitué.